# Leptoquark
Los Leptoquarks (LQs) son partículas hipotéticas que interaccionarían con quarks y leptones. Los leptoquarks son bosones tripletes de color que llevan números leptónicos y bariónicos. Sus otros números cuánticos, como espín, carga eléctrica (fraccionaria) e isospin débil varían entre teorías. Los leptoquarks se encuentran en varias extensiones del Modelo Estándar, como en las teorías technicolor, teorías de la unificación quark-lepton (p. ej., Modelo Pati-Salam), o la Teoría de la Gran Unificación basada en el Modelo Georgi-Glashow, SO(10), E6, etc. Los leptoquarks se buscan actualmente en los experimentos ATLAS y CMS en el Gran Colisionador de Hadrones en el CERN.
En marzo de 2021, hubo algunos informes que insinuaban la posible existencia de leptoquarks como una diferencia inesperada en la forma en que los quarks fondo se descomponen para crear electrones o muones. La medición se ha realizado con una significancia estadística de 3.1σ, que está muy por debajo del nivel de 5σ que generalmente se considera un descubrimiento.

## Visión general
Los leptoquarks, si existen, deben ser más pesados que todas las partículas elementales conocidas actualmente, de lo contrario, ya se habrían descubierto. Los límites inferiores experimentales actuales en la masa de LQ (dependiendo de su tipo) son alrededor de 1 TeV / c2 (es decir, aproximadamente 1000 veces más que la masa del protón). Por definición, los leptoquarks se descomponen directamente en un quark y un leptón o un antileptón. Como la mayoría de las otras partículas elementales, viven muy poco tiempo y no están presentes en la materia ordinaria. Sin embargo, podrían producirse en colisiones de partículas de alta energía, como colisionadores de partículas o de rayos cósmicos que golpean la atmósfera de la Tierra.
Al igual que los quarks, los leptoquarks deben tener carga de color y, por lo tanto, también deben interactuar con los gluones. Esta interacción nuclear fuerte es importante para su producción en colisionadores de hadrones (como Tevatron o LHC).

## Tipología simplificada (según carga eléctrica)
Se pueden considerar varios tipos de leptoquarks, dependiendo de su carga eléctrica:
- Q = 5/3: El LQ que decae en quarks de tipo up (u2/3, c2/3, t2/3) y leptones cargados (e−, μ−, τ−).
- Q = 2/3: El LQ que decae en quarks de tipo up y neutrinos (o antineutrinos), y / o quarks de tipo down (d−1/3, s−1/3, b−1/3) y leptones cargados .
- Q = −1 / 3: El LQ que decae en quarks de tipo descendente y (anti) neutrinos, y / o en quark de tipo ascendente y un antileptón cargado.
- Q = −4 / 3: El LQ que decae en quarks de tipo abajo y antileptones cargados.

Si existe un LQ con una carga dada, también debe existir su antipartícula con una carga opuesta y que se descompondría en estados conjugados a los enumerados anteriormente.
Un leptoquark con una carga eléctrica determinada puede, en general, interactuar con cualquier combinación de un leptón y un quark con cargas eléctricas determinadas (esto produce hasta 3 × 3 = 9 interacciones distintas de un solo tipo de LQ). Sin embargo, las búsquedas experimentales generalmente asumen que solo uno de esos "canales" es posible. Especialmente, un leptoquark cargado de 2/3 que se descompone en un electrón y un quark abajo se denomina "LQ de primera generación", un leptoquark que se descompone en un quark extraño y un muon es un "LQ de segunda generación", etc. Sin embargo, la mayoría de las teorías no aportan mucha motivación teórica para creer que los LQ tienen una sola interacción y que la generación del quark y el lepton involucrados es la misma.

## Leptoquarks y desintegración del protón
La existencia de leptoquarks puros no estropearía la conservación del número bariónico. Sin embargo, algunas teorías permiten (o requieren) que el leptoquark también tenga un vértice de interacción diquark. Por ejemplo, un leptoquark cargado Q = 2/3 también podría descomponerse en dos antiquarks de tipo abajo. La existencia de un leptoquark-diquark de este tipo provocaría la desintegración de los protones. Los límites actuales sobre la vida útil de los protones son fuertes sondas de existencia de estos leptoquark-diquarks. Estos campos surgen en las teorías de la gran unificación; por ejemplo, en el modelo Georgi-Glashow SU (5), se denominan bosones X e Y.

## Búsquedas experimentales
En 1997, un exceso de eventos en el acelerador HERA creó un gran revuelo en la comunidad de física de partículas, porque una posible explicación del exceso fue la participación de leptoquarks. Sin embargo, estudios posteriores realizados tanto en HERA como en Tevatron con muestras más grandes de datos descartaron esta posibilidad para masas de leptoquark de hasta alrededor de 275-325 GeV. Los leptoquarks de segunda generación también se buscaron y no se encontraron.
Los mejores límites actuales para los leptoquarks los establece el LHC, que ha estado buscando la primera, segunda y tercera generación de leptoquarks y algunos leptoquarks de generación mixta y ha elevado el límite de masa inferior a aproximadamente 1 TeV. Para que se demuestre que los leptoquarks se acoplan a un neutrino y un quark, la energía faltante en las colisiones de partículas atribuidas a los neutrinos tendría que ser excesivamente energética. Es probable que la creación de leptoquarks imite la creación de quarks masivos.
Para los leptoquarks que se acoplan a electrones y quarks up o down, los experimentos de violación de la paridad atómica y dispersión de electrones que viola la paridad, establecen los mejores límites. 
El proyecto LHeC para agregar un anillo de electrones para colisionar racimos con el anillo de protones LHC existente se propone como un proyecto para buscar leptoquarks de mayor generación.